# Premio TV - Premio regia televisiva 1984
La ventiquattresima edizione del Premio Regia Televisiva, condotta da Daniele Piombi, si è svolta a Giardini-Naxos nel maggio 1984.

## Premi
- Pronto Raffaella (Rai 1)
- Domenica in (Rai 1)
- Tam Tam (Rai 1)
- Buon Compleanno Tv (Rai 1)
- Italia sera (Rai 1)
- Trent'anni della nostra storia (Rai 1)
- Quark (Rai 1)

### Miglior personaggio femminile
- Raffaella Carrà

### Personaggio rivelazione dell'anno
- Ángela Molina